# 가미야하기정
가미야하기정(일본어: 上矢作町)은 일본 기후현 에나군에 설치되었던 정이다. 2004년 10월 25일에 주변 시정촌과의 합병에 의해 에나시가 되어 자치체명으로서는 소멸하였다. 동시에 에나시의 정명으로서 가미야자쿠초가 설정되었다.

## 지리
기후현 남동단에 위치한 에나 시의 남동부를 구성하는 지구이며 나가노 현과 아이치 현에 접한다. 미노미카와 고원에 속하지만 북부의 야키야마 등은 기소 산맥의 연장부에 해당한다.면적의 95%가 산림이며 인공림의 비율도 높아 과거에는 임업이 기간산업으로 성립되었으나 현재는 쇠퇴하고 있어 과소화가 진행되고 있다.
여름은 냉량, 겨울은 건조하고 한랭하다.

## 역사
- 1889년 7월 - 정촌제 시행으로 가미야하기촌이 성립하였다.
- 1956년 9월 30일 - 가미촌, 시모하라다촌이 합병해 가미야하기정이 성립하였다.
- 2004년 10월 25일 - 에나시, 에나군 이와무라정, 야마오카촌, 아케치정, 구시하라촌, 가미야하기정의 1시 4정 1촌이 합병해 에나시가 성립하였다.

## 교통

### 도로
- 국도 제257호선
- 국도 제418호선

## 참고 문헌
- 角川日本地名大辞典編纂委員会,『角川日本地名大辞典 21 岐阜県』1980, 角川書店